# Heisler Park

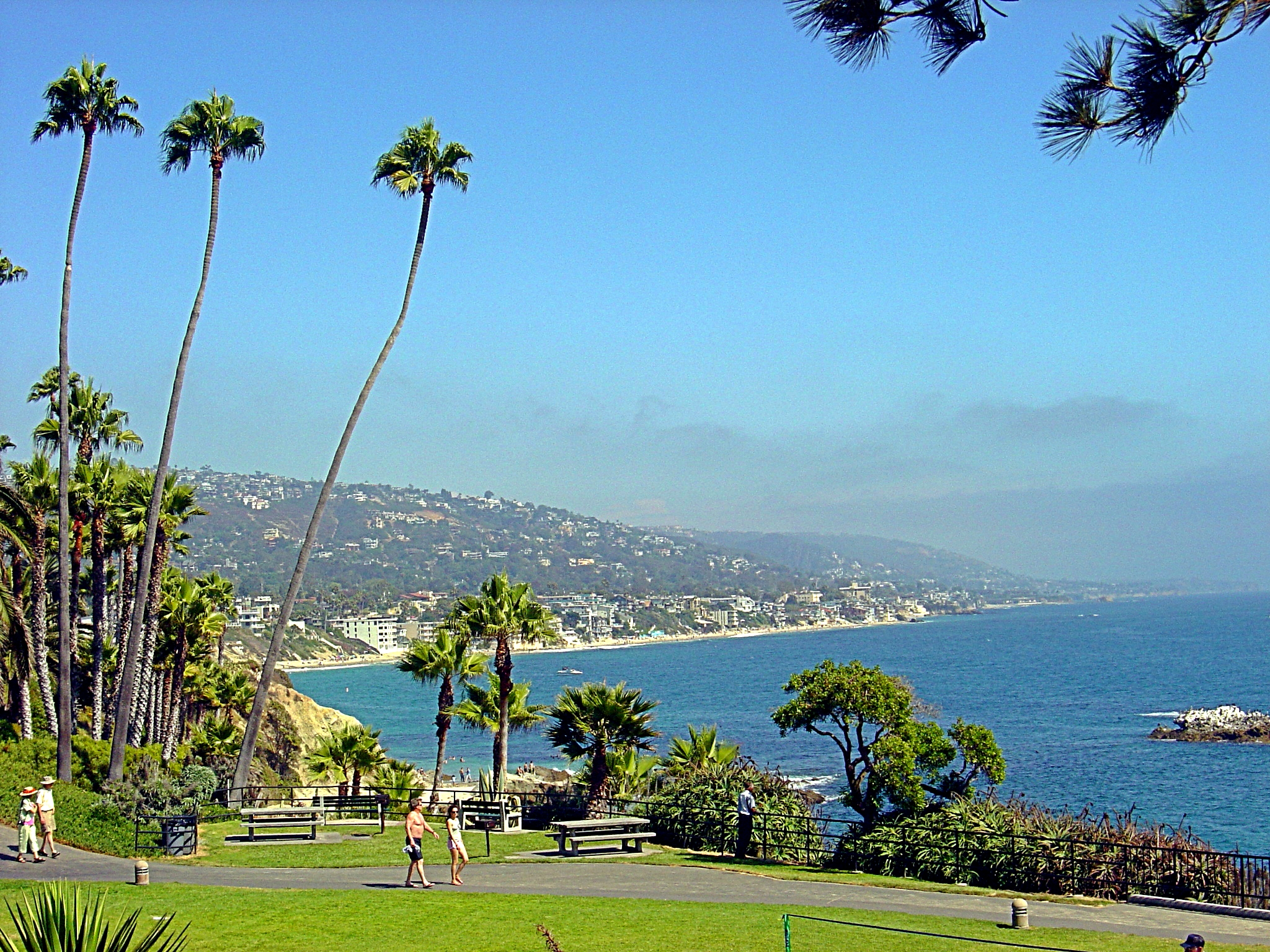
Im Heisler Park

Der Heisler Park ist eine öffentliche Parkanlage in Laguna Beach im US-Bundesstaat Kalifornien. Das Gelände liegt an einem schmalen Küstenstreifen oberhalb des Pazifischen Ozeans auf steilen Klippen.
Der Park wird im Norden vom Cliff Drive und im Süden vom Meer eingerahmt. Das Meeresufer steht als Heisler Park State Marine Reserve unter Naturschutz. Das Laguna Art Museum befindet sich am Ostausgang des Parks.

## Parklandschaft

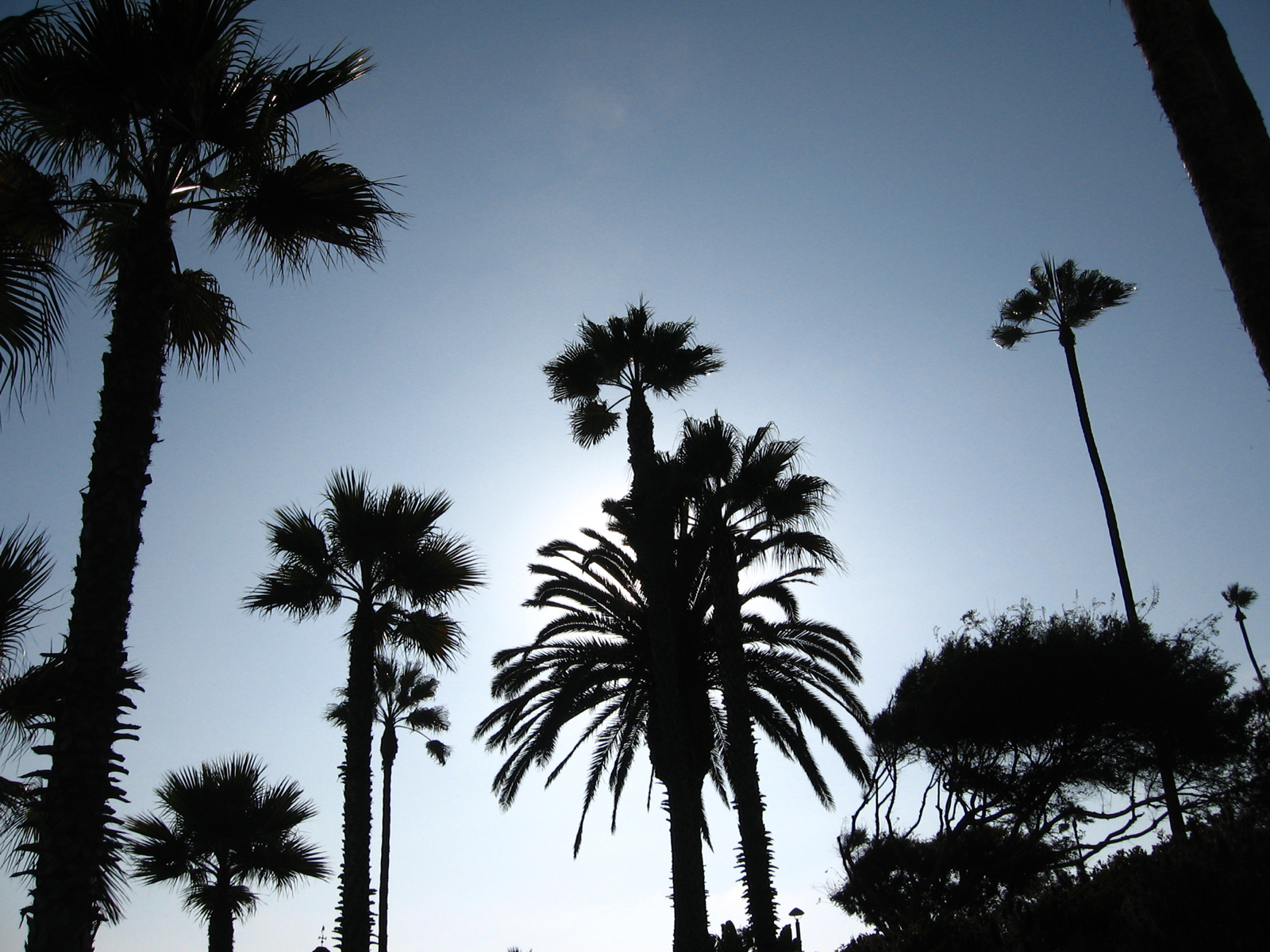
Palmen im Heisler Park

Der Heisler Park liegt auf steil abfallenden Klippen an der Meeresküste und erstreckt sich auf einer Länge von rund 1200 Metern am Cliff Drive. Von den Wegen und Aussichtspunkten sieht man den Laguna Beach und den Pazifischen Ozean. Der Monument Point ist eine kleine Halbinsel und liegt im Zentrum des Parks. Eine Vielzahl an Palmengewächsen prägt das Erscheinungsbild des Parks. Über Treppen gelangt man zu den schmalen Sandstränden unterhalb der Felsen. Am Ostausgang des Parks sind das Stadtzentrum und der Main-Beach-Strand über Treppen zu erreichen.
Auf dem Parkgelände befinden sich Grillplätze, Picknicktische und Sitzbänke. Verteilt über das Areal sind außerdem mehrere Kunstinstallationen und Skulpturen ausgestellt. Am Cliff Drive gegenüber dem Park liegt das 1918 eröffnete Laguna Art Museum, einem Kunstmuseum.
Der Bird Rock („Vogelfelsen“) ragt vor der Küste des Heisler Parks aus dem Meer heraus. Der flache Felsen bietet einen Rückzugsort für mehrere Vogelarten und ist daher nicht für die Öffentlichkeit zugänglich. In der Umgebung des Felsens leben unter anderem Exemplare der seltenen Breitfußschnecken, Roten Seeigel und Seegurken.

## Strände

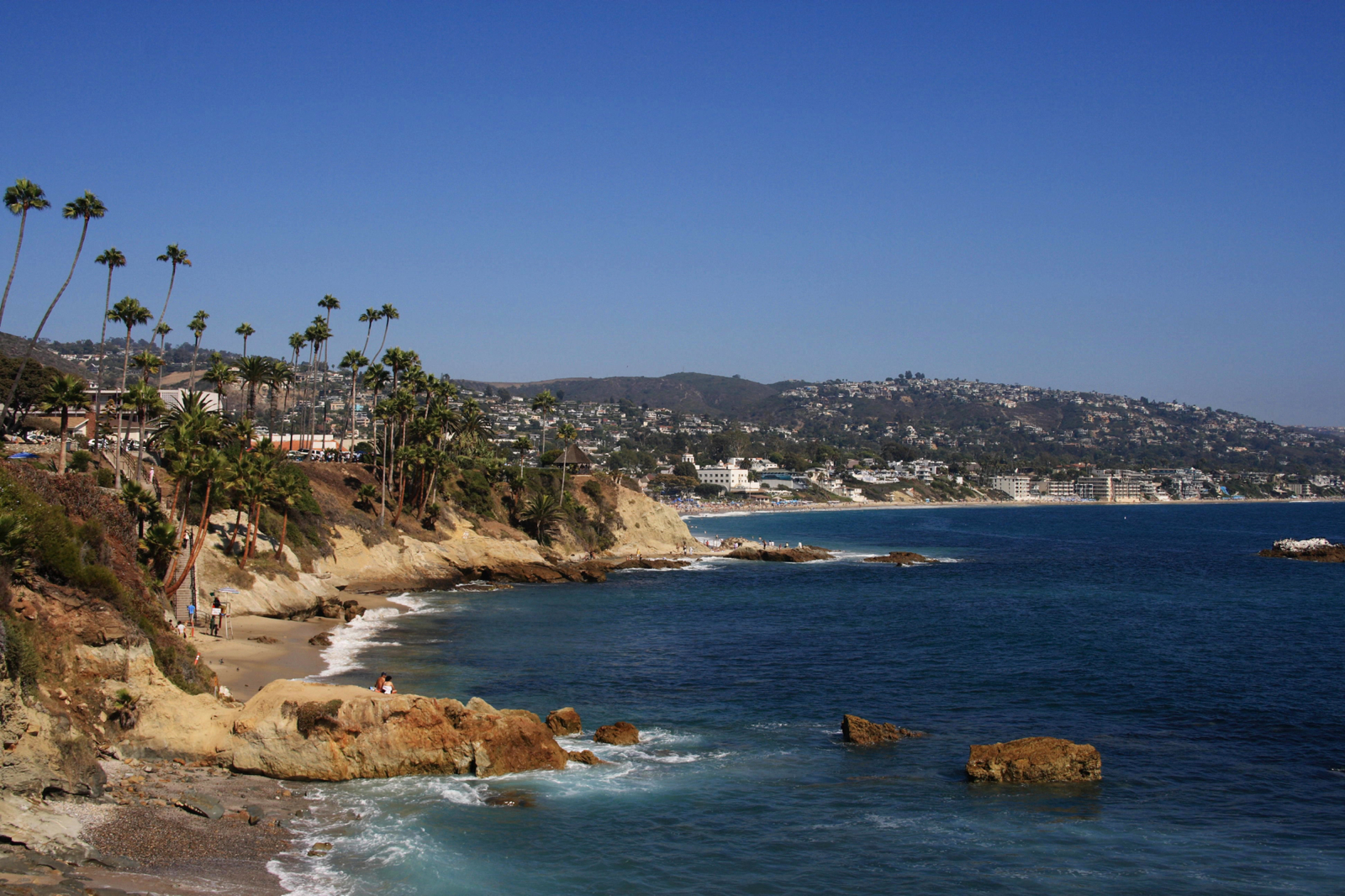
Blick auf die „Rock Pile“ und auf die Stadt

Das Meeresufer im Heisler Park wird landseitig von Klippen eingerahmt. Treppenanlagen und Rampen verschaffen Zutritt zu den Stränden. Bei niedrigem Wasserstand kann man in den Felsen umhergehen und kleines Meeresgetier in den Gezeitentümpeln (tidepools) beobachten. Die Uferzone ist daher als Heisler Park State Marine Reserve unter Naturschutz gestellt.
Der Monument Point, ein Felsvorsprung, reicht im Mittelpunkt des Parks ins Meer hinein und teilt die Uferzone in zwei Abschnitte.

### Picnic Beach
Der Picnic Beach („Picknickstrand“) ist etwa 200 Meter lang und liegt unterhalb der Klippen im westlichen Teil des Parks. Der schmale Sandstrand wird zum Sonnenbaden und als Ausgangspunkt zum Schwimmen genutzt. Die Küstenlinie ist von Surfern und Tauchern besucht. In den Gezeitentümpeln leben unter anderem Seeanemonen und verschiedene Muschelarten.

### Rock Pile
Rock Pile („Felshaufen“) ist eine kleine halbkreisförmige Bucht und liegt am südöstlichen Rand des Heisler Parks. Die Küstenlinie dieses Abschnitts ist ebenfalls rund 200 Meter lang. Das Ufer und der Meeresboden sind von zahlreichen Felsen bedeckt, die hier aus dem Wasser ragen. In den Gezeitentümpeln leben Gemeine Strandkrabben sowie Einsiedlerkrebse. Rockpile ist einer der drei offiziellen Surfgebiete von Laguna Beach.